# Новое Булаево
 Новое Булаево (чув. Акчел) — деревня в Яльчикском районе Чувашской Республики. Входит в состав Яльчикского сельского поселения.

## География
Находится в восточной части Чувашии на расстоянии менее 1 км на юг по прямой от районного центра села Яльчики.

## История
Основана в XVII веке переселенцами из Свияжского уезда. Здесь было учтено: в 1721 — 72 мужчин; 1795 — 45 дворов, 295 жителей, в 1858 — 42 двора, 263 чел.; 1897 — 77 дворов, 425 жителей, 1926 — 90 дворов, 454 жителя, 1939—473 жителя, 1979—351. В 2002—108 дворов, в 2010 — 97 домохозяйств. В период коллективизации был образован колхоз им. Тимирязева, в 2010 году функционировало ЗАО «Прогресс».

## Население
Население составляло 297 человек (чуваши 99 %) в 2002 году, 273 в 2010.